# Trachelas quadridens
Espèce
Trachelas quadridens est une espèce d'araignées aranéomorphes de la famille des Trachelidae.

## Distribution
Cette espèce se rencontre au Salvador et au Costa Rica.

## Description
Les mâles mesurent de 3,96 à 5,54 mm et les femelles de 4,39 à 5,44 mm.

## Publication originale
- Kraus, 1955 : Spinnen aus El Salvador (Arachnoidea, Araneae). Abhandlungen der Senckenbergischen Naturforschenden Gesellschaft, vol. 493, p. 1-112.